# Pelophylax ridibundus
La rana verde maggiore (Pelophylax ridibundus Pallas, 1771), la più grande rana europea, è un anfibio della famiglia dei Ranidi. Somiglia moltissimo nell'aspetto alla rana verde minore e alla rana di Lessona. Queste tre specie, ora classificate nel genere Pelophylax, sono spesso chiamate «rane verdi» per distinguerle dalle specie europee del genere Rana di abitudini più terrestri, note invece come «rane brune» (ad esempio la rana temporaria, Rana temporaria).

## Caratteristiche
La rana verde maggiore è un anfibio acquatico di colore generalmente verde. Può raggiungere una lunghezza massima di 17 cm, ma i maschi, più piccoli, non superano i 12. La testa è relativamente grande e le zampe posteriori, molto lunghe, le forniscono una notevole abilità nel salto.
Presenta una grande varietà di colori e macchie, dal verde scuro al marrone o al grigio, talvolta con alcune linee verdi più chiare; generalmente sul dorso è presente una linea più chiara. Gli esemplari diffusi in Europa occidentale sono solitamente di colore variabile dal verde scuro al nero, con macchie scure sul dorso e sui fianchi e tre linee verde chiaro sul dorso.

## Alimentazione
La dieta della rana verde maggiore è costituita da libellule e altri insetti, ragni, lombrichi e lumache. Gli esemplari più grandi catturano anche piccoli roditori e, talvolta, anfibi più piccoli e pesci.

## Distribuzione e habitat

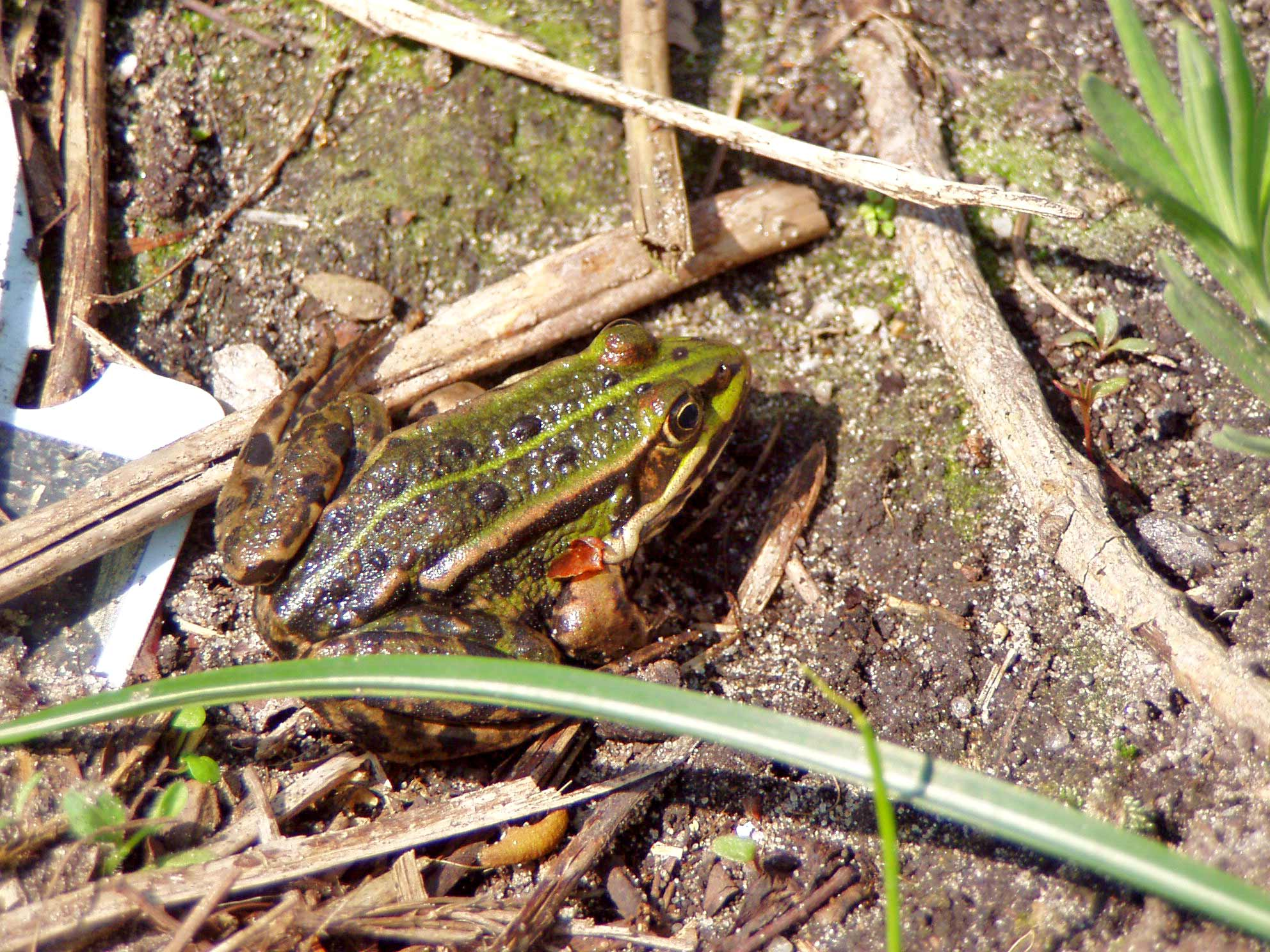
Rana verde maggiore

La rana verde maggiore vive in quasi tutto il continente europeo, penisola iberica esclusa, nella Russia asiatica, fino ad Afghanistan e Pakistan, e nella provincia cinese dello Xinjiang. Predilige acque con temperature di circa 15 °C.
Attualmente viene distinta da Pelophylax kurtmuelleri (rana dei Balcani), a cui somiglia moltissimo, numerosissima in gran parte della Grecia.

## Galleria d'immagini

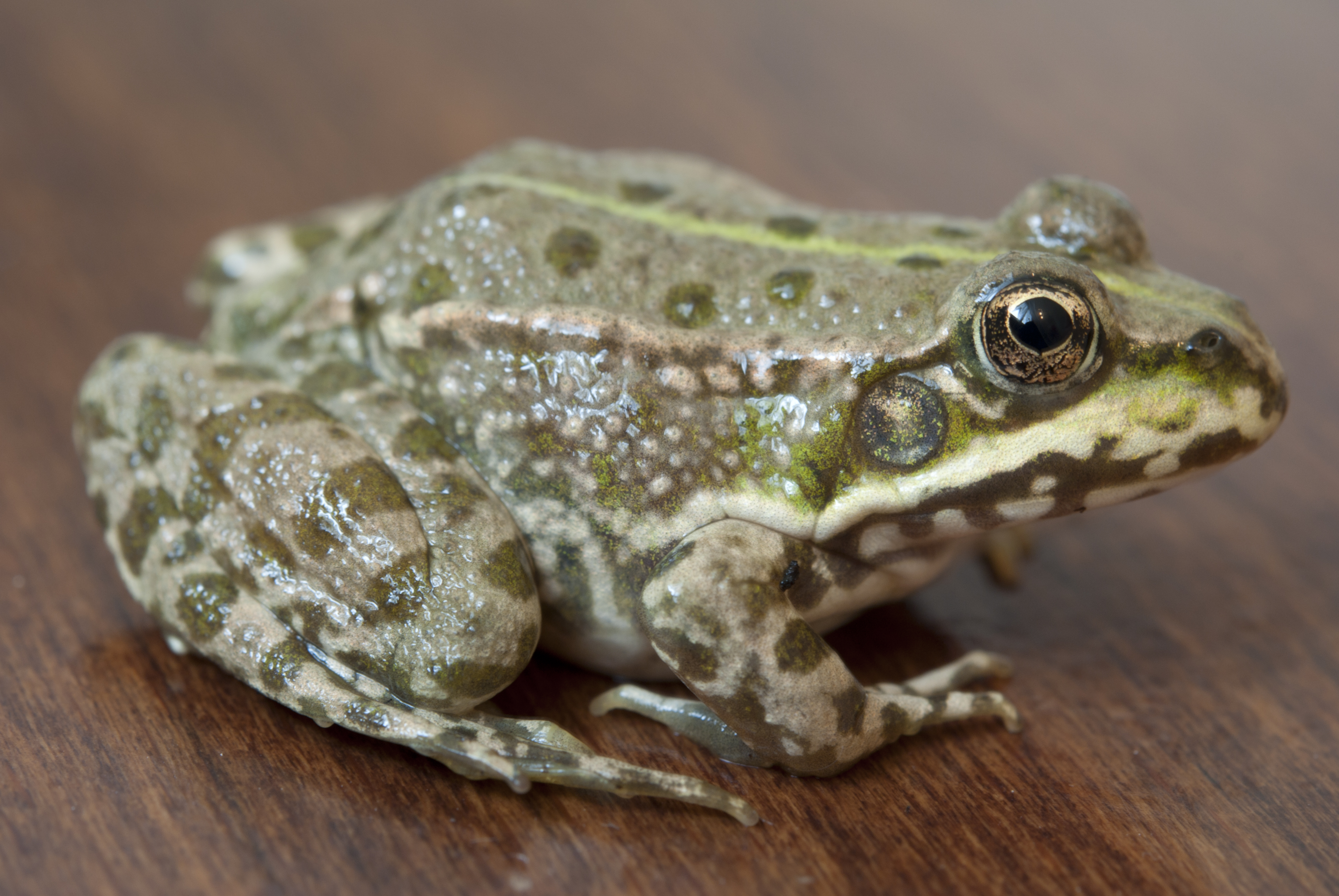
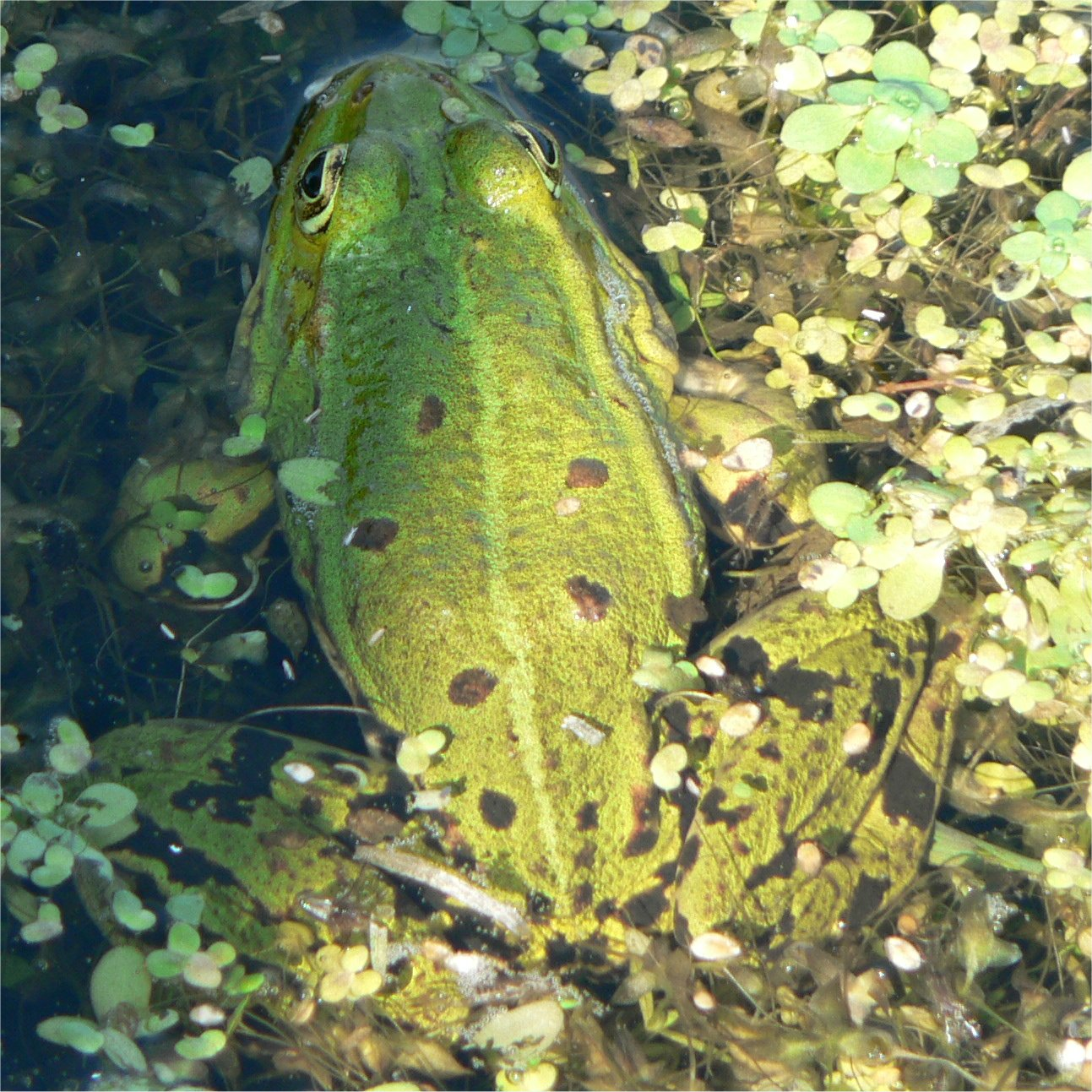
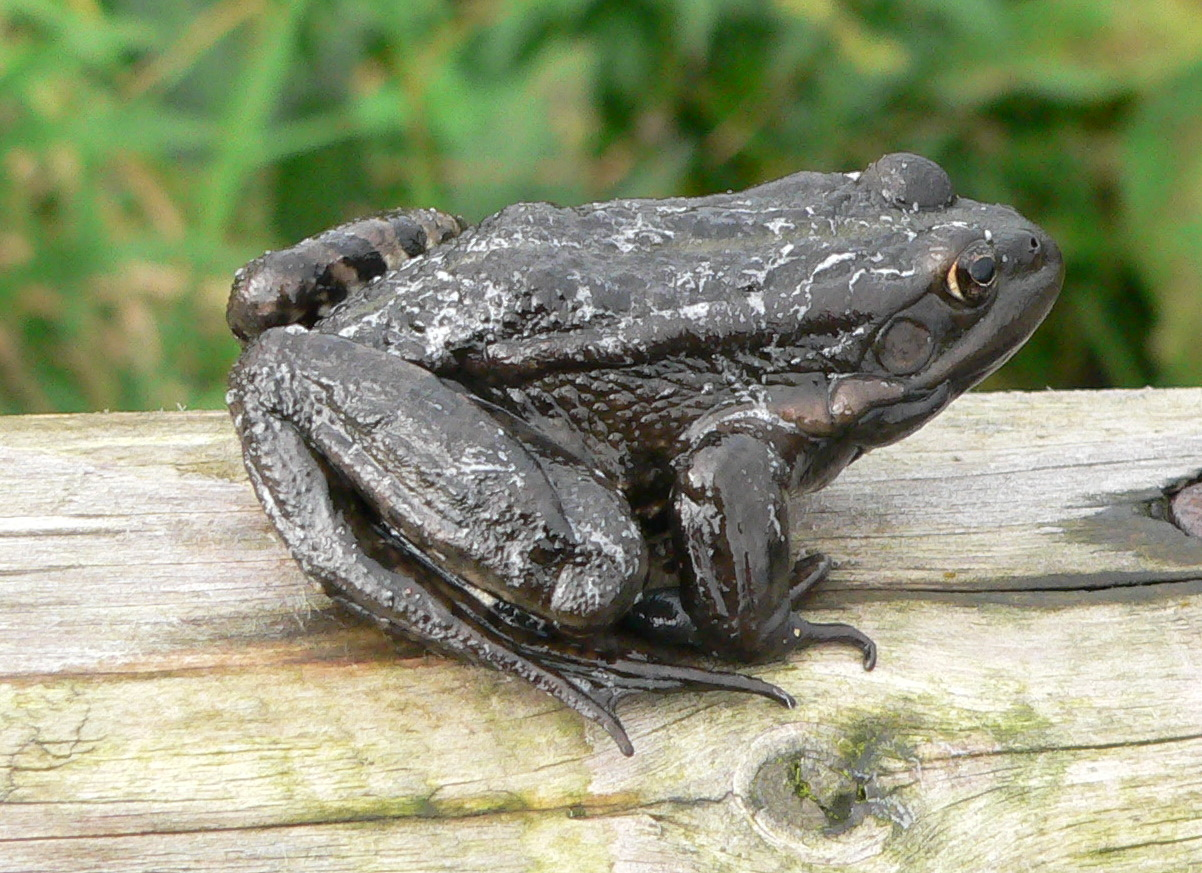
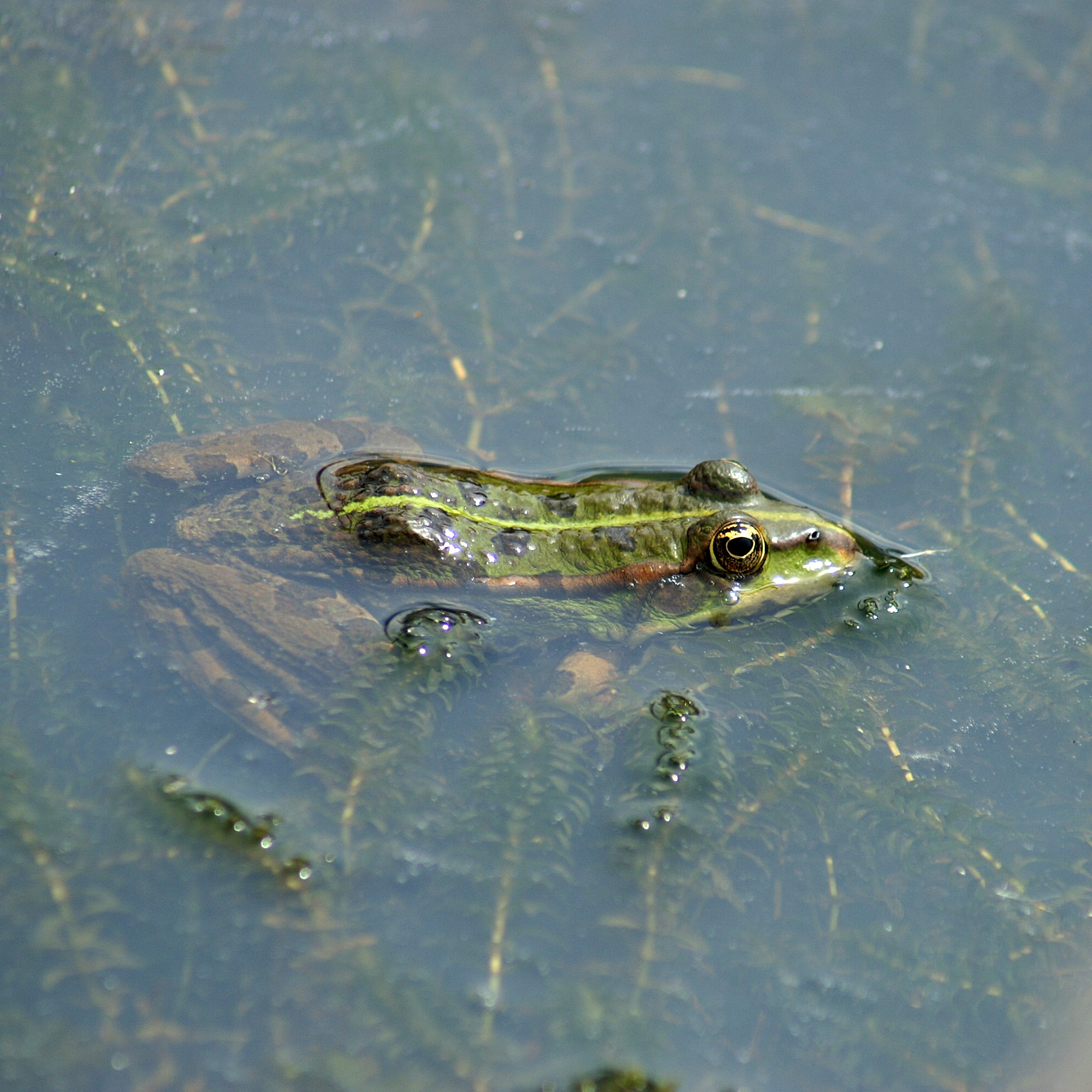